# Evžen Jan František Savojský ze Soissons
Evžen Jan František Savojský, hrabě ze Soissons, italsky Eugenio Giovanni Francesco di Savoia-Soissons (23. září 1714 - 23. listopadu 1734 v Mannheimu) byl synem Emanuela Tomáše a Marie Terezie z Lichtenštejna.
Jelikož neměl žádné potomky, jeho smrtí vymřela větev Savojských ze Soissons.